# George Henry Verrall

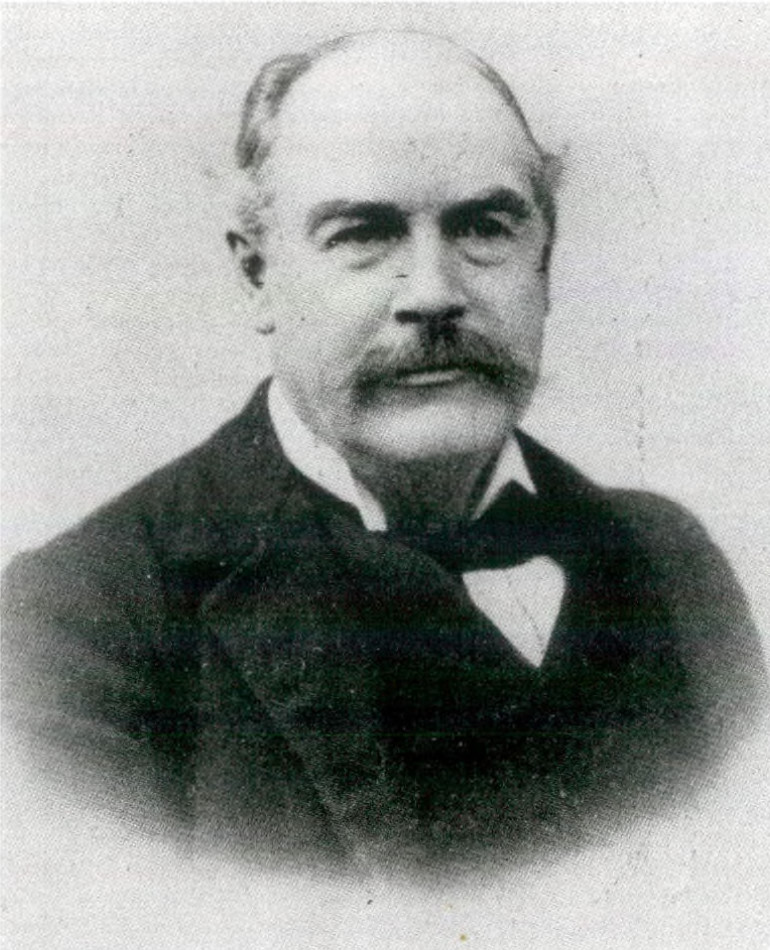
George Henry Verrall

George Henry Verrall (* 7. Februar 1848 in Lewes; † 16. September 1911 in Newmarket) war ein britischer Entomologe, Botaniker, Naturschützer und Politiker. Er war führender Spezialist für Fliegen in Großbritannien.

## Leben
Verrall stammte aus einer traditionsreichen Familie von Auktionatoren, besuchte die Lews Grammar School und wurde Assistent seines Bruders John Frederick Verrall, der ein hoher Offizieller bei Pferderennen in England war (er leitete das Lewes Rennen und war Partner eines Wettbüros). Als sein Bruder 1877 starb, wurde er sein Nachfolger und zog nach Newmarket, dem Zentrum des britischen Pferdesports.
Er war Hobby-Entomologe und seit 1866 Mitglied der Entomological Society of London, deren Präsident er 1899 bis 1900 war. Verrall war Spezialist für Zweiflügler und kaufte große Sammlungen zur Vervollständigung seiner eigenen (Ferdinand Kowarz (1838–1914), mit vielen Typexemplaren von Hermann Loew, Jacques-Marie-Frangile Bigot, mit Typexemplaren von Justin Pierre Marie Macquart (1778–1855)). Als Entomologe arbeitete er eng mit seinem Neffen James Edward Collin (1876–1968) zusammen, und beide erstbeschrieben rund 550 Arten. Ihre Sammlung (die bedeutendste auf ihrem Gebiet in England, vor der des Natural History Museum) ist in der Hope-Sammlung der Universität Oxford, der sie 1967 gestiftet wurde.
Als Naturschützer kaufte er Sumpfland im Wicken Fen in Cambridgeshire um die natürliche Flora und Fauna (darunter über 4000 Arten von Insekten, die auch Charles Darwin hier schon in den 1820er Jahren sammelte) zu erhalten. Es lag nahe Newmarket und war Ende des 19. Jahrhunderts unmittelbar bedroht, da die traditionelle Bewirtschaftung (Reet, Torf) ausstarb und die Trockenlegung für die landwirtschaftliche Nutzung drohte. 1899 kaufte der National Trust Teile des Wicken Fen (das somit erstes Naturschutzgebiet Großbritanniens wurde), mit Mitteln von Charles Rothschild, und mehrere Privatpersonen folgten. 2011 umfasste es über 1600 Acre Naturschutzgebiet (teilweise nach Verrill benannt). Verrill entdeckte im Wicken Fen auch Pflanzenarten, die schon als in Großbritannien ausgestorben galten.
Er war politisch Mitglied der Tories und für diese auch kurzzeitig 1910 im Parlament für Newmarket.
Sein Bruder John Hubert Verrill gab die jährliche List of Horses in Training in England heraus.

## Schriften
- Platypezidae, Pipunculidae and Syrphidae of Great Britain, British flies, 1901
- Stratiomyidae and succeeding families of the Diptera Brachycera of Great Britain, British flies, Band 5, 1909, London: Gurney and Jackson, Biodiversity Library (mit Zeichnungen von Collin)